# Jakob Kjeldbjerg
Jakob Kjeldbjerg Jensen (født 21. oktober 1969) er en tidligere dansk professionel fodboldspiller og nuværende tv-vært på TV3.
Gennem sin fodboldkarriere opnåede han 14 A-landskampe for Danmarks fodboldlandshold og scorede ét mål. Han var med på det danske hold, der deltog i OL 1992 i Barcelona, hvor han spillede alle Danmarks tre kampe; med to uafgjorte og et nederlag var Danmark ude af turneringen efter indledende runde. Han blev af Spillerforeningen og Bikuben udnævnt til Årets Fodboldspiller i Danmark i 1993.
Som TV-vært har han optrådt i en række reality-programmer, herunder Robinson Ekspeditionen, Divaer i junglen, Danmarks Modigste og Et ton cash.

## Privatliv
Kjeldberg har siden 1998 været gift med Christine, med hvem han har døtrene, Sophia og Maria. Familien bor i Frankrig.

## Tv-karriere
Efter fodboldkarrierens afslutning blev Kjeldberg vært på TV3s fodboldmagasin Onside. I 2004 afløste han Thomas Mygind som vært på realityshowet Robinson Ekspeditionen.
Kjeldberg har også været vært på programmerne Divaer i junglen, Danmarks Modigste og Et ton cash.